# 郑抗北戎之战
郑抗北戎之战，是指在郑庄公图霸中原时，郑军在北部边境歼灭部分北戎军伏击戰。
前714年（周桓王六年、鲁隐公九年），北戎人侵略郑国。郑庄公率兵抵御，他担心戎军强大，说：“敌军步兵，我军战车，我很担心敌军从后边突然绕到我军之前袭击。”公子突说：“派勇敢而不刚毅的兵士，与敌人一接触就赶紧退走，君父就设下三批伏兵等待他们。戎人轻率而不整肃，贪婪而不团结，打赢了各不相让，打败了各不相救。走到前面的见到有财物俘虏，必然一意前进，前进而遭遇伏兵，必然赶快奔逃。走在后面的人不去救援，敌兵就没有后继者了。这样，我们就可以得胜。”郑庄公听从了公子突的意见。戎人的前锋部队遇到了伏兵就奔逃，祝聃追逐他们，把戎军从中截断，前后夹攻，将戎军全部歼灭。戎军后继部队拼命奔逃。十一月二十六日，郑人把戎军打得大败而逃。